# Mictyris occidentalis
Mictyris occidentalis is een krabbensoort uit de familie van de Mictyridae. De wetenschappelijke naam van de soort is voor het eerst geldig gepubliceerd in 2008 door Unno.